# アドルフ・ティーデマン
アドルフ・ティーデマン（Adolph Tidemand 、1814年8月14日 - 1876年8月25日）はノルウェーの画家である。ノルウェーにおける民族的ロマン主義の指導的画家であった。「デュッセルドルフ派」の画家の一人とされる。

## 略歴
ノルウェーのヴェスト・アグデル県のマンダールの税関職員の息子に生まれた。クリスチャニアの絵画学校で学んだ後、1832年から1837年までコペンハーゲンのデンマーク王立美術院で、ヨハン・ルートヴィッヒ・ルンドやクリストファー・エカスベアに学び、1835年から美術院の展覧会に出展し、何度か賞を得た。
1837年から1841年はドイツのデュッセルドルフ美術アカデミーで修業を続け、1838年に漁師を描いた作品は母国の画家、トーマス・ファーンリー(Thomas Fearnley:1802– 1842) らによって設立されたクリスチャニアの芸術協会によって買い上げられ、その代金などはミュンヘンや1841年からのイタリアへの旅の資金にすることができた。
1842年の夏、クリスチャニアに戻るがオスロ大聖堂の祭壇画の仕事が得られなかったことなどから、クリスチャニアを離れ、ノルウェーの南部を旅し、風景を描き、伝統衣装や民話を研究した。1844年に民族遺産保全協会（Fortidsminneforeningen）の設立に加わり理事となった。
1845年に結婚し、家族とデュッセルドルフに移り、その後はデュセルドルフを住居とした。ドイツにおける1848年革命の混乱からクリスチャニアに戻った間はクリスチャニアの劇場にハンス・ギューデと装飾画を描いた。1852年には国王オスカル1世の注文を受けてオスロに建築中のOscarshall宮殿に何点かの装飾画を描いた。
1849年に聖オーラヴ勲章を受勲し、パリ万国博覧会に作品を出展し、1855年にレジオンドヌール勲章を受勲した。

## 作品

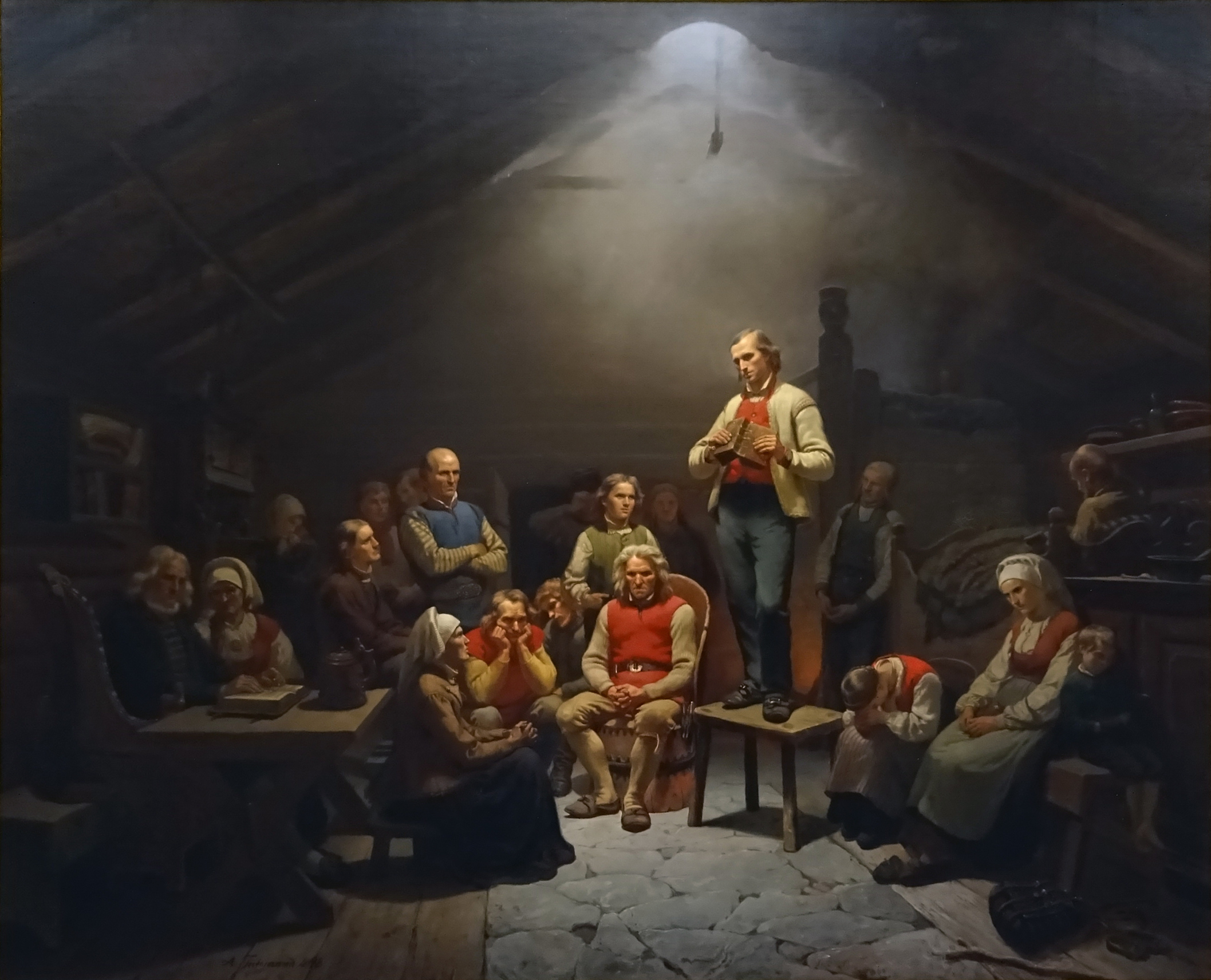
ハウゲ運動の信徒たち (1848)
占い師 (1857)
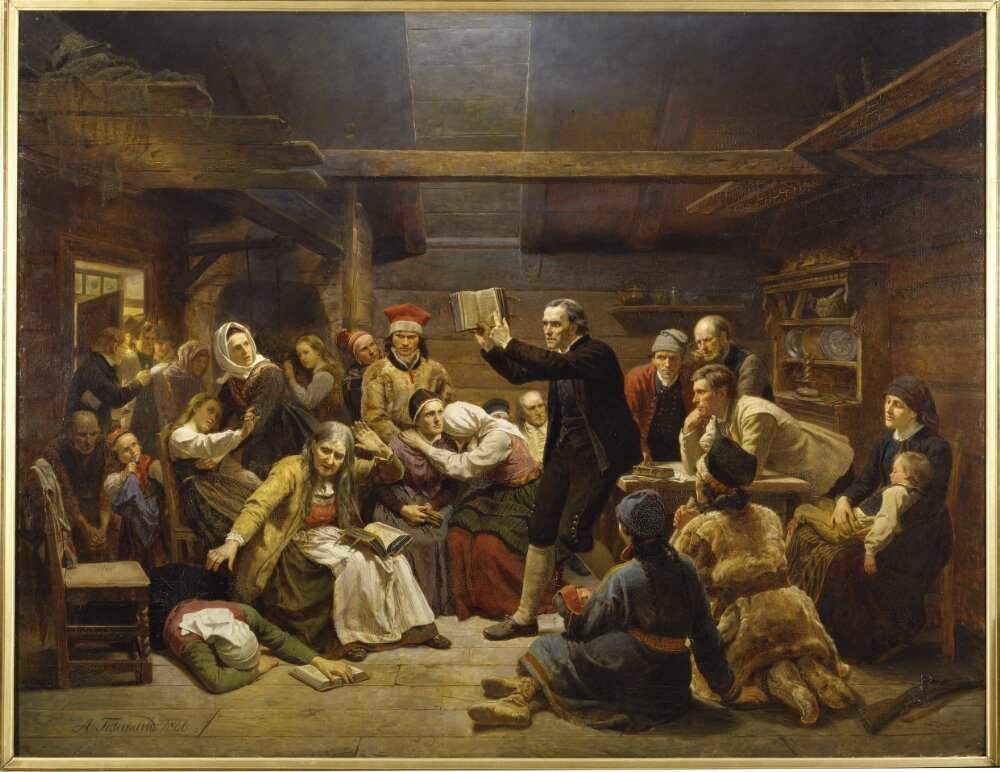
狂信者 (1866)
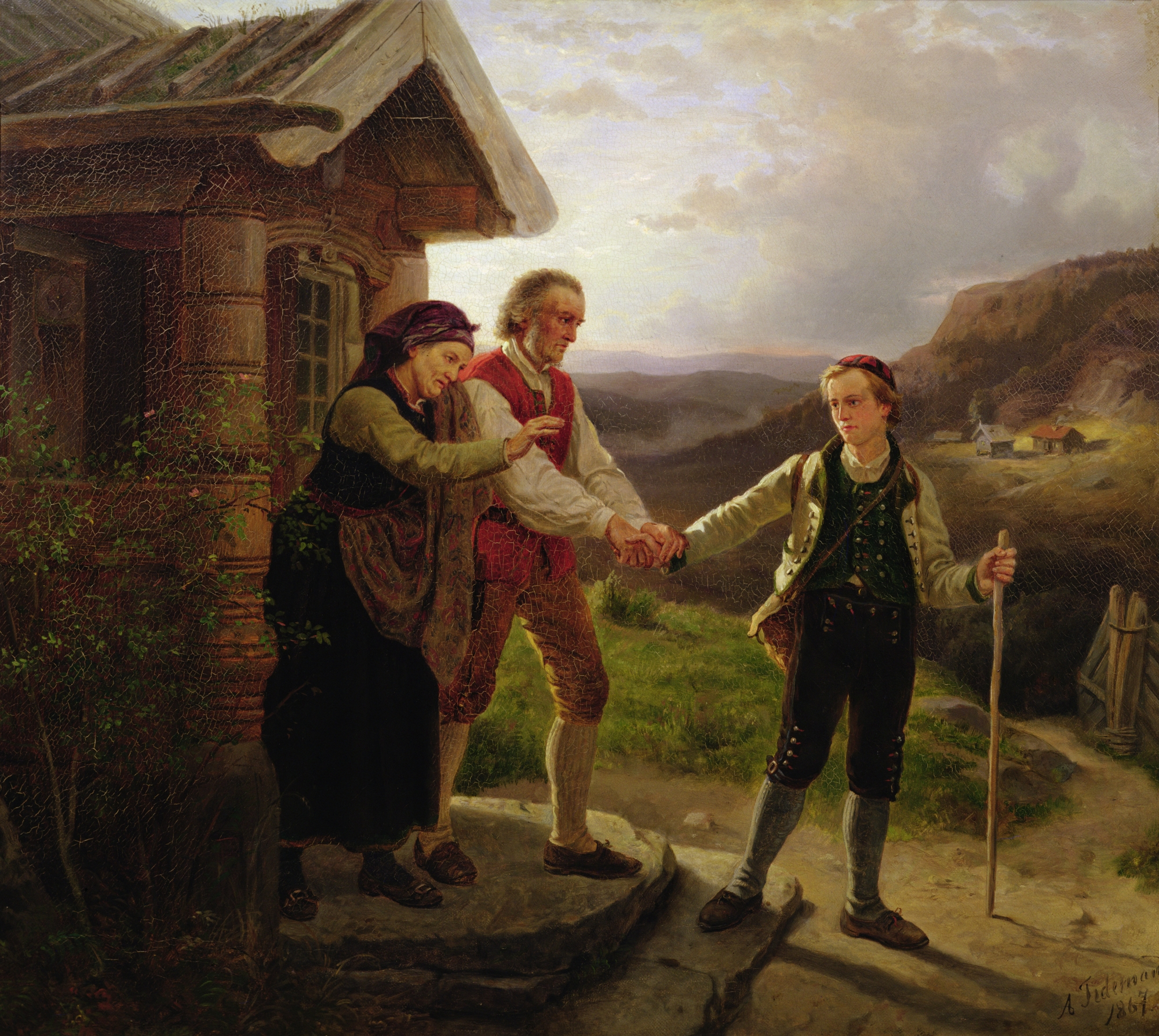
若い息子の旅立ち
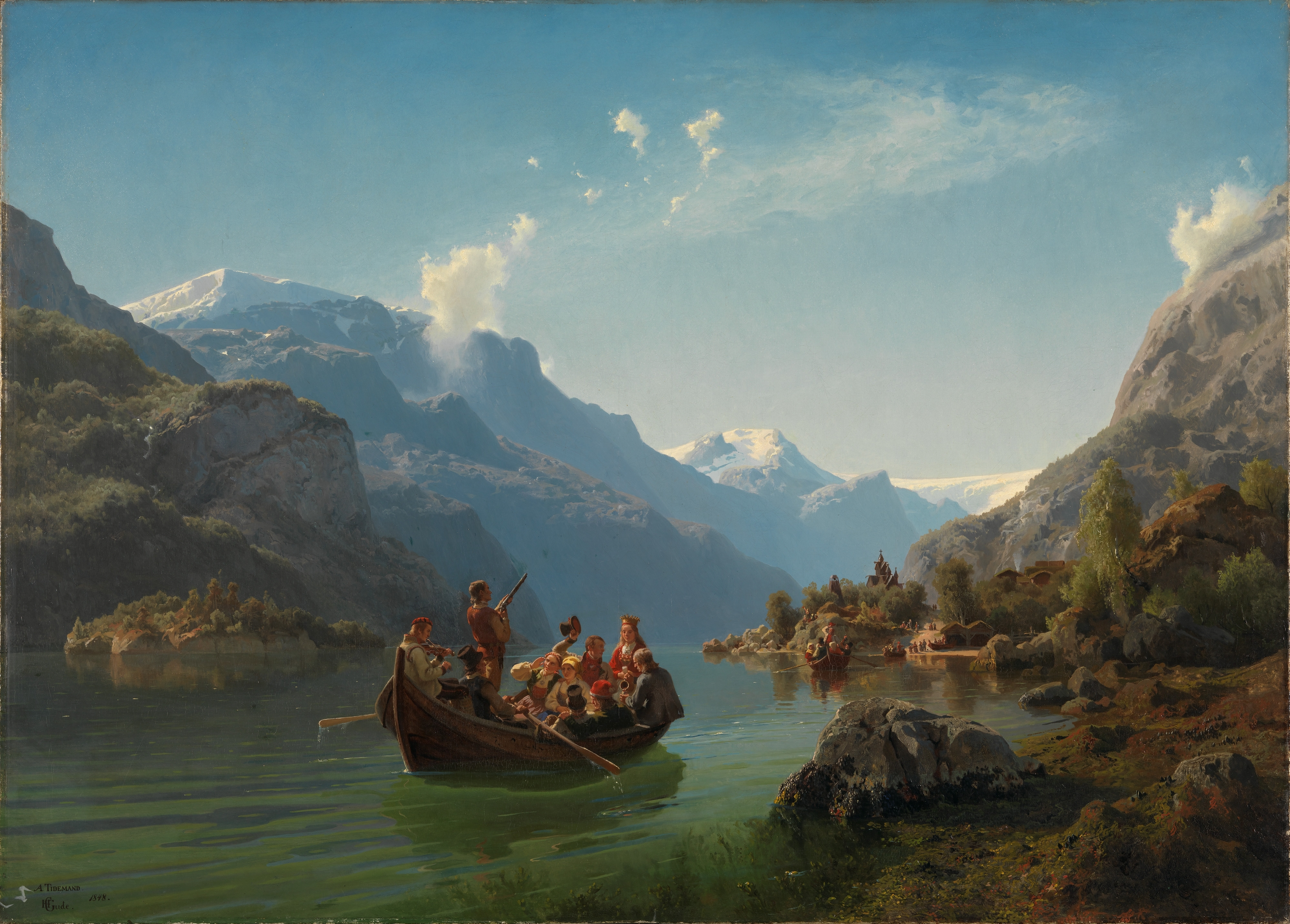
ハンス・ギューデと共作「ハルダンゲルの新婚旅行」
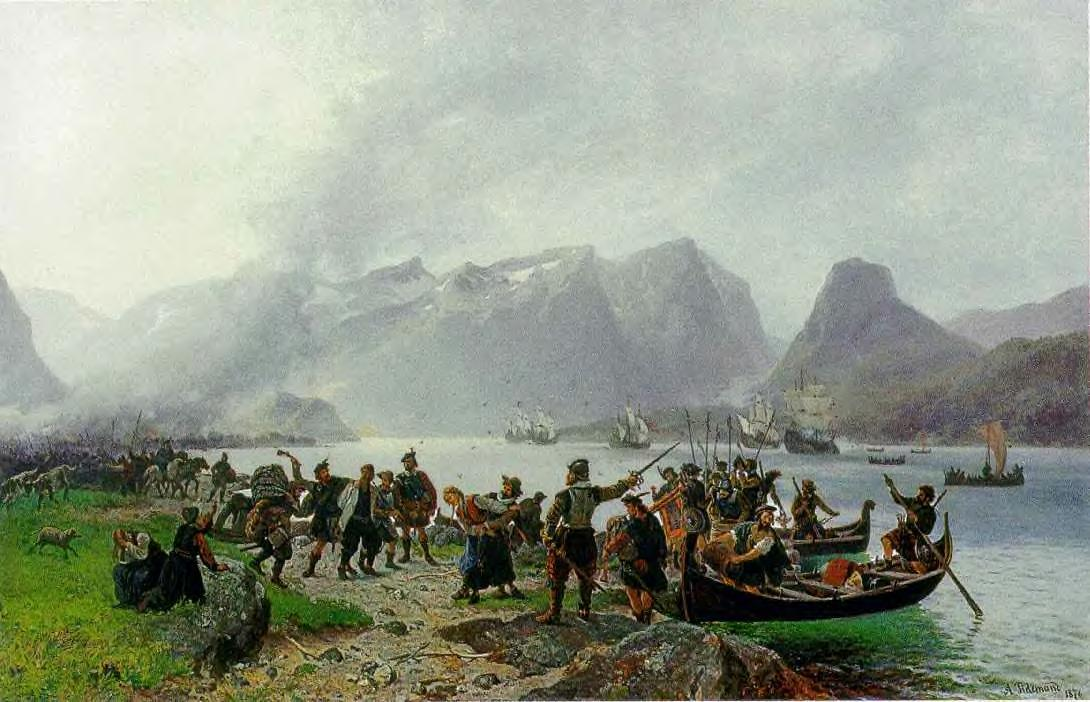
Morten Müllerと共作、「ジョージ・シンクレアのノルウェー上陸(カルマル戦争)」